# Dibate
Cet article concerne la ville. Pour le woreda dont elle est le chef-lieu, voir Dibate (woreda).
Dibate est une ville d'Éthiopie, située dans la zone Metekel de la région Benishangul-Gumuz. Elle se trouve à 10° 39′ N, 36° 13′ E et à 1 438 mètres d'altitude. Son nom provient d'une tribu locale.
Selon les chiffres de la Central Statistical Agency en 2005, cette ville a une population totale estimée à 5 010 habitants dont 2 354 hommes et 2 656 femmes. Selon le recensement national de 1994, sa population totale était de 2 912 âmes, dont 1 362 hommes et 1 550 femmes. C'est la plus grande ville du woreda de Dibate.
Au recensement de 2007, la population de la ville passe à 7 399 habitants.